# Sucking in the Seventies
Sucking in the Seventies è una compilation della band britannica Rolling Stones, pubblicato nel 1981.
Nel 2005 è stato rimasterizzato e ripubblicato dalla Virgin Records.

## Tracce
- Tutte le canzoni sono scritte da Jagger/Richards tranne dove indicato.

1. Shattered -  (live) - 3:46
2. Everything Is Turning to Gold (Jagger/Richards/Wood) - 4:06
3. Hot Stuff - 3:30
4. Time Waits for No One - 4:25
5. Fool to Cry - 4:07
6. Mannish Boy - (live) - (Ellas McDaniel/London/McKinley Morganfield) - 4:38
7. When the Whip Comes Down (live) - 4:35
8. If I Was a Dancer (Dance Pt. 2) (Jagger/Richards/Wood) - 5:50
9. Crazy Mama - 4:06
10. Beast of Burden - 3:27

- When the Whip Comes Down è stata registrata dal vivo a Detroit il 6 luglio 1978.

## Formazione
The Rolling Stones
- Mick Jagger - voce, chitarra
- Keith Richards - chitarra, voce
- Ron Wood - chitarra
- Bill Wyman - basso
- Charlie Watts - batteria

Altri musicisti
- Ian Stewart - pianoforte
- Bobby Keys - sassofono
- Nicky Hopkins - pianoforte